# O’Neill, Inc.
O’Neill, Inc. ist ein US-amerikanischer Hersteller von Surfbekleidung und Surfausrüstung, Sport- und Winterbekleidung mit Hauptsitz in Santa Cruz, Kalifornien. Der Sitz in Europa ist in Warmond, Niederlande.

## Geschichte

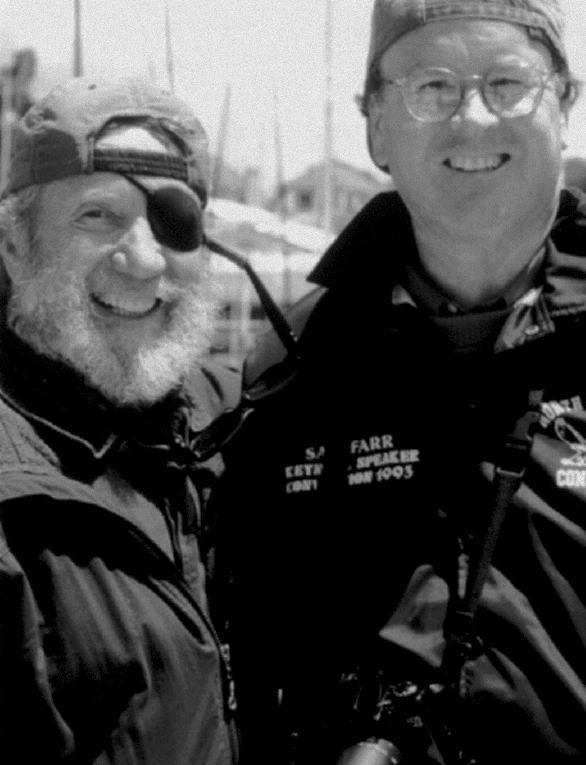
Jack O’Neill (links) mit Sam Farr

Das Unternehmen wurde von Jack O’Neill im Jahre 1952 in San Francisco gegründet. Angefangen vom Garagenverkauf, unterschied sich sein Unternehmen von jenen anderer dadurch, dass er, neben Surfbrettern, anfing, Neoprenanzüge zu erstellen und zu verkaufen, wodurch der Boom des Surfsports erst richtig begann. Oft wird das Unternehmen daher auch in Verbindung mit der Erfindung des Neoprenanzuges gebracht. Jacks Sohn Pat, der im fortgeschrittenen Alter die Geschäftsführung von seinem Vater übernahm, ist der Erfinder der Nylonschnur, die am Bein des Surfers befestigt wird, um ein Abtreiben des Surfbrettes zu vermeiden. Durch einen mit einer solchen Schnur verursachten Unfall verlor Jack O’Neill im Jahre 1971 bzw. 1972 die Sehkraft eines Auges. 2007 wurden die Rechte zur Nutzung der Bekleidungsmarke O’Neill an die niederländische Gruppe Logo International verkauft.